# DBpia
DBpia(디비피아)는 누리미디어에서 서비스하는 디지털 도서관, 학술 데이터베이스이다.

한국학술정보 KISS, 교보문고 스콜라(교보문고와 학지사 공동 운영)보다 큰 대한민국 내 1위의 논문 사이트이다.